# Comuna Gâlgău, Sălaj
Gâlgău este o comună în județul Sălaj, Transilvania, România, formată din satele Bârsău Mare, Căpâlna, Chizeni, Dobrocina, Fodora, Frâncenii de Piatră, Gâlgău (reședința), Glod și Gura Vlădesei.

## Demografie
Componența etnică a comunei Gâlgău
     Români (87,59%)
     Romi (7,74%)
     Alte etnii (4,67%)
Componența confesională a comunei Gâlgău
     Ortodocși (70,69%)
     Penticostali (17,08%)
     Greco-catolici (4,71%)
     Baptiști (1,64%)
     Alte religii (1,47%)
     Necunoscută (4,41%)
Conform recensământului efectuat în 2021, populația comunei Gâlgău se ridică la 2.313 locuitori, în scădere față de recensământul anterior din 2011, când fuseseră înregistrați 2.456 de locuitori. Majoritatea locuitorilor sunt români (87,59%), cu o minoritate de romi (7,74%). Din punct de vedere confesional, majoritatea locuitorilor sunt ortodocși (70,69%), cu minorități de penticostali (17,08%), greco-catolici (4,71%) și baptiști (1,64%), iar pentru 4,41% nu se cunoaște apartenența confesională.

## Politică și administrație
Comuna Gâlgău este administrată de un primar și un consiliu local compus din 11 consilieri. Primarul, Cristian Ungur[*], de la Partidul Național Liberal, este în funcție din 2012. Începând cu alegerile locale din 2024, consiliul local are următoarea componență pe partide politice:
|  | Partid                          | Consilieri | Componența Consiliului | Componența Consiliului | Componența Consiliului | Componența Consiliului | Componența Consiliului | Componența Consiliului | Componența Consiliului | Componența Consiliului |
|  | ------------------------------- | ---------- | ---------------------- | ---------------------- | ---------------------- | ---------------------- | ---------------------- | ---------------------- | ---------------------- | ---------------------- |
|  | Partidul Național Liberal       | 8          |                        |                        |                        |                        |                        |                        |                        |                        |
|  | Partidul Social Democrat        | 2          |                        |                        |                        |                        |                        |                        |                        |                        |
|  | Alianța pentru Unirea Românilor | 1          |                        |                        |                        |                        |                        |                        |                        |                        |

## Atracții turistice
- Biserica de lemn „Sfânta Fecioară Maria” din satul Bârsău Mare, construcție 1690, monument istoric
- Biserica de lemn „Sfântul Ierarh Nicolae” din satul Fodora, construcție 1817, monument istoric
- Castelul „Mihaly” din satul Chizeni, consrucție secolul al XX-lea
- Situl arheologic de la Căpâlna
- Turnurile romane de la Căpâlna
- Valea Someșului
- Dealurile Frăncenilor de Piatră

## Personalități născute aici
- Ioan Baboș (n. 1952), senator;
- Lucian Perța (n. 1953), scriitor.